# Seznam zápasů české fotbalové reprezentace 2016
Seznam zápasů české fotbalové reprezentace 2016 uvádí přehled všech utkání tohoto reprezentačního výběru, jež sehrál během roku 2016. Celkově jich bylo čtrnáct, z čehož se tři odehrály v rámci mistrovství Evropy, další čtyři coby kvalifikace na mistrovství světa 2018 a zbylých sedm představovala přátelská utkání. Ve zmíněných čtrnácti zápasech reprezentace čtyřikrát vyhrála, pětkrát remizovala a pětkrát prohrála. Ve všech utkáních až do konce mistrovství Evropy vedl reprezentaci z pozice hlavního trenéra Pavel Vrba, jehož pak vystřídal Karel Jarolím.

## Přehled zápasů
| 24. března 2016 přátelský |       |          |                                                                |
| Česko                     | 0 – 1 | Skotsko  | Generali Arena, Praha diváci: 14 580 rozhodčí: Paul McLaughlin |
|                           |       | 10' Anya | Generali Arena, Praha diváci: 14 580 rozhodčí: Paul McLaughlin |

| 29. března 2016 přátelský |       |           |                                                           |
| Švédsko                   | 1 – 1 | Česko     | Friends Arena, Solna diváci: 18 745 rozhodčí: Bas Nijhuis |
| Berg 14'                  |       | 26' Vydra | Friends Arena, Solna diváci: 18 745 rozhodčí: Bas Nijhuis |

| 27. května 2016 přátelský                                       |       |       |                                                  |
| Česko                                                           | 6 – 0 | Malta | Kufstein diváci: 1 000 rozhodčí: Dominik Ouschan |
| Plašil 15' Škoda 21' Hubník 40' Lafata 74' Necid 81' Schick 90' |       |       | Kufstein diváci: 1 000 rozhodčí: Dominik Ouschan |

| 1. června 2016 přátelský |       |            |                                                                  |
| Česko                    | 2 – 1 | Rusko      | Tivoli Neu, Innsbruck diváci: 650 rozhodčí: Robert Schörgenhofer |
| Rosický 49' Necid 90'    |       | 6' Kokorin | Tivoli Neu, Innsbruck diváci: 650 rozhodčí: Robert Schörgenhofer |

| 5. června 2016 přátelský |       |                            |                                                             |
| Česko                    | 1 – 2 | Jižní Korea                | Eden Aréna, Praha diváci: 16 490 rozhodčí: Daniel Stefanski |
| Suchý 46'                |       | 26' Pit-karam 40' Hjon-čun | Eden Aréna, Praha diváci: 16 490 rozhodčí: Daniel Stefanski |

| 13. června 2016 ME 2016, skupina D |       |       |                                                                       |
| Španělsko                          | 1 – 0 | Česko | Stadium Municipal, Toulouse diváci: 33 000 rozhodčí: Szymon Marciniak |
| Piqué 87'                          |       |       | Stadium Municipal, Toulouse diváci: 33 000 rozhodčí: Szymon Marciniak |

| 17. června 2016 ME 2016, skupina D |       |                         |                                                                                  |
| Česko                              | 2 – 2 | Chorvatsko              | Stade Geoffroy-Guichard, Saint-Étienne diváci: 38 376 rozhodčí: Mark Clattenburg |
| Škoda 76' Necid 89' (pen.)         |       | 37' Perišić 59' Rakitić | Stade Geoffroy-Guichard, Saint-Étienne diváci: 38 376 rozhodčí: Mark Clattenburg |

| 21. června 2016 ME 2016, skupina D |       |                      |                                                                      |
| Česko                              | 0 – 2 | Turecko              | Stade Bollaert-Delelis, Lens diváci: 32 936 rozhodčí: William Collum |
|                                    |       | 10' Yılmaz 65' Tufan | Stade Bollaert-Delelis, Lens diváci: 32 936 rozhodčí: William Collum |

| 31. srpna 2016 přátelský       |       |         |                                                                       |
| Česko                          | 3 – 0 | Arménie | Městský stadion, Mladá Boleslav diváci: 4 351 rozhodčí: Vladimír Vnuk |
| Krejčí 4' Kadlec 34' Kopic 87' |       |         | Městský stadion, Mladá Boleslav diváci: 4 351 rozhodčí: Vladimír Vnuk |

| 4. září 2016 kvalifikace MS 2018, skupina C |       |               |                                                                        |
| Česko                                       | 0 – 0 | Severní Irsko | Generali Arena, Praha diváci: 10 730 rozhodčí: Anastasios Sidiropoulos |
|                                             |       |               | Generali Arena, Praha diváci: 10 730 rozhodčí: Anastasios Sidiropoulos |

| 8. října 2016 kvalifikace MS 2018, skupina C |       |       |                                                                          |
| Německo                                      | 3 – 0 | Česko | HSH Nordbank Arena, Hamburk diváci: 51 299 rozhodčí: Ovidiu Alin Hategan |
| Müller 13', 65' Kroos 49'                    |       |       | HSH Nordbank Arena, Hamburk diváci: 51 299 rozhodčí: Ovidiu Alin Hategan |

| 11. října 2016 kvalifikace MS 2018, skupina C |       |             |                                                             |
| Česko                                         | 0 – 0 | Ázerbájdžán | Městský stadion, Ostrava diváci: 12 148 rozhodčí: Matej Jug |
|                                               |       |             | Městský stadion, Ostrava diváci: 12 148 rozhodčí: Matej Jug |

| 11. listopadu 2016 kvalifikace MS 2018, skupina C |       |          |                                                        |
| Česko                                             | 2 – 1 | Norsko   | Eden Aréna, Praha diváci: 16 411 rozhodčí: Bas Nijhuis |
| Krmenčík 11' Zmrhal 47'                           |       | 87' King | Eden Aréna, Praha diváci: 16 411 rozhodčí: Bas Nijhuis |

| 15. listopadu 2016 přátelský |       |               |                                                                               |
| Česko                        | 1 – 1 | Dánsko        | Městský stadion, Mladá Boleslav diváci: 1 763 rozhodčí: Manuel Schüttengruber |
| Barák 8'                     |       | 38' Jörgensen | Městský stadion, Mladá Boleslav diváci: 1 763 rozhodčí: Manuel Schüttengruber |